# Hrehory Hercyk
Hrehory Hercyk herbu Korczak (ukr. Григорій, w języku środkowoukraińskim Григорий, ros. Григорий,  pol. Grzegorz, Grygorij, ur. w latach 70-80 XVII wieku, Poltawa – zm. po 1735, Moskwa) – bunczukowy towarzysz, poltawski pułkownik ordynansowy (1705), generalny osawul (od 1710? do 1720) – jeden z najwierniejszych zwolenników Iwana Mazepy i Filipa Orlika. Był synem poltawskiego pułkownika Pawła Hercyka, jego rodzina miała żydowskie korzenie. Jego żona była wnuczką hetmana Mazepy.

## Życiorys
Zdobył wykształcenie w Akademii Kijowsko-Mohylanskiej, między innymi zaliczył rok nauki w szkole "łacińskiej". Do przejścia Mazepy na stronę Szwedów zdobył ogromny majątek na lewym i prawym brzegu Dniepru.  Po bitwie pod Połtawą towarzyszył Iwanowi Mazepie oraz Karolowi XII podczas ich ucieczki do Bender. Po śmierci Mazepy zajmował aktywną pozycję wśród ukraińskich emigrantów. Był szwagrem Filipa Orlika, wybranego na hetmana 5 kwietnia 1710 roku. Piastował rząd generalnego osawula od 1710 lub 1711 do czasu jego schwytania przez rosyjskich śpiegów w Warszawie w 1720 roku. W 1715 roku emigrował do Sztokholmu, gdzie przebywał do 1719 roku. Został wysłany przez ukraińskiego hetmana Orlika do Warszawy z zadaniem przekazania swojej korespondencji polskim senatorom oraz nawiązania kontaktu z Kozakami i chanem krymskim. Jednak z powodu choroby nie był w stanie udać się na Zaporoże, co mogło wynikać także z braku chęci do realizacji tego zadania. W 1720 roku, na polecenie rosyjskiego posła, księcia Grigorija Dołgorukowa, został schwytany w Warszawie; po aresztowaniu osadzono go w więzieniu w twierdzy Pietropawłowskiej. Grzegorzowi Hercyku od 1728 roku pozwolono zamieszkać pod nadzorem w Moskwie, bez prawa wyjazdu na Ukrainę. Wedlug Dmytra Bantysza-Kamienskiego od 1728 roku Hercyk mieszkał w Moskwie razem z rodziną.

## Rodzina
Był żonaty z Anastazją Gromyką. Miał 6 dzieci: Piotra, Wasyla, Semena, Pawła, Mykołę (później został ksiądzem prawosławnym w miasteczku Wielkie Budyszcze) oraz Paraszkę.

## Dziedzictwo
Archiwum Grzegorza Hercyka, które znajdowało się w jego posiadaniu w chwili schwytania, zostało przekazane do Petersburga. Obecnie dokumenty te znajdują się w Rosyjskim Państwowym Archiwum Akt Dawnych w Moskwie, a niektóre z nich zostały opublikowane. Z materiałów z tego archiwum wynika, że Grzegorz był osobą bardzo zdolną i utalentowaną. Między innymi w okresie od 1724 do 1728 roku pracował on w Petersburgu w Admiralicji, ponieważ posiadał umiejętności w budowie statków.